# 弗兰克·施龙兹
弗兰克·安德森·施龙兹（英語：Frank Anderson Shrontz，1931年12月14日—2024年5月4日），曾是波音公司总裁、董事长、首席执行官，曾在美国总统理查德·尼克松、杰拉尔德·福特执政时期的国防部供职。

## 生平
1931年，出生。
1954年，毕业于爱达荷大学的法律学士学位。
1958年，加入波音公司。
1977年，任波音公司副总裁。
1984年，任波音公司总裁。
1985年，任波音公司董事长兼首席执行官。
1986年，为波音公司董事会名誉主席。